# Slučajnaja vstreča
Slučajnaja vstreča (Случайная встреча) è un film del 1936 diretto da Igor' Andreevič Savčenko.